# Койбас
Койбас (каз. Қойбас) — село в Абайском районе Карагандинской области Казахстана. Входит в состав Дзержинского сельского округа. Код КАТО — 353237200.

## Население
В 1999 году население села составляло 173 человека (93 мужчины и 80 женщин). По данным переписи 2009 года, в селе проживало 117 человек (57 мужчин и 60 женщин).